# Talsperre Großbrembach
Die Talsperre Großbrembach bei Großbrembach und Buttstädt in Thüringen wurde 1974 als landwirtschaftlicher Speicher in Betrieb genommen. Er dient der Bewässerung. Das gestaute Gewässer ist die Scherkonde.

## Staudamm
Das Absperrbauwerk ist ein homogener Erddamm aus Auelehm und Aueton. Die Wasserseite wurde mit einer Steinschüttung geschützt, die Luftseite ist mit Rasen bewachsen. Der Baugrund wurde vergütet und das Becken mit einem Dichtungsteppich aus Lehm abgedichtet.
Die Entnahmeeinrichtungen sind mit der Hochwasserentlastung zusammen in einem kombinierten Bauwerk in der Nähe des linken Hangs untergebracht, das über eine Brücke erreichbar ist.

## Freizeitinformationen
Angeln und Bootfahren sind möglich.